# Mitterndorf (Gemeinde Bergland)
Mitterndorf ist ein Dorf in der Katastralgemeinde Ratzenberg in der Gemeinde Bergland, Niederösterreich.
Das Dorf liegt etwa einen halben Kilometer nördlich der Wiener Straße (B1) an Landesstraße L6011.

## Geschichte
Im Franziszeischen Kataster von 1822 ist das Dorf mit einigen Gehöften verzeichnet. Laut Adressbuch von Österreich war im Jahr 1938 in Mitterndorf ein Wagner ansässig.